# Glassåsgölen
Glassåsgölen är en sjö i Tranås kommun i Småland och ingår i Motala ströms huvudavrinningsområde.